# Laphria triangularis
Laphria triangularis är en tvåvingeart som beskrevs av Walker 1855. Laphria triangularis ingår i släktet Laphria och familjen rovflugor. Inga underarter finns listade i Catalogue of Life.